# Francesc Artigues i Solà
Francesc Artigues i Solà (?-Santiago de Xile, 1950) va ser un home de negocis, propietari i immobiliari que va dur a terme una intensa activitat a Badalona, urbanitzador de l'actual barri d'Artigues.
A principis de la dècada de 1910 va portar a terme la urbanització d'uns terrenys que tenia al veïnat de Llefià, segons un projecte aprovat per l'Ajuntament de Badalona el 1912. Sembla que a més dels negocis immobiliaris, Artigues tenia una editorial i va establir intenses relacions comercials amb Xile, això portaria a denominar els carrers de dita urbanització amb topònims relacionats. La urbanització d'aquest promotor va causar la indignació d'alguns badalonins que van veure com s'hi col·locava un rètol que identificava el lloc com Población Artigas, com si no tingués res a veure amb Badalona. La urbanització, tanmateix, va acabar prosperant i va donar lloc al l'actual barri d'Artigues que ha conservat el nom del seu promotor. Per bé que en aquesta primera etapa va actuar en nom propi, a la següent dècada Artigues va fer-ho com a gerent de l'empresa Terrenos y Edificios a Plazos S.A. i va dur a terme la urbanització de l'antiga finca de la família Coll i Pujol a partir de 1924.